# Steinparztal
Das Steinparztal ist ein linkes (westliches) Seitental der Traisen bei Hohenberg in Niederösterreich.
Es erstreckt sich vom Linsberg 1238 m ü. A. bis hinab nach Hohenberg, wo es südlich bei der Pfarrkirche Hohenberg endet. Im Norden wird das Tal von Stadelberg 1226 m ü. A. und dem Stadelbergkamm umrahmt und im Süden vom Kiensteinbrg 1037 m ü. A. und vom Wiesberg. Im flachen Talboden nahe der Kirche befindet sich der Friedhof und beim Talschluss die Gschwendthütte 1072 m ü. A., eine knapp unterhalb der Gipfelregion liegende Schutzhütte der Naturfreunde.